# Motoo Nakai
Motoo Nakai (jap. 中井 基夫, Nakai Motoo; * um 1955) ist ein japanischer Badmintonspieler. 

## Karriere
Motoo Nakai wurde 1975 und 1976 japanischer Studentenmeister im Herrendoppel mit Toshihiro Tsuji. 1978 gewann er erstmals den nationalen alljapanischen Meistertitel, wobei er im Mixed mit Yoko Chiba erfolgreich war. Ein weiterer Titelgewinn folgte im Mixed 1980.

## Sportliche Erfolge
| Saison | Veranstaltung                   | Disziplin    | Platz | Name                          |
| ------ | ------------------------------- | ------------ | ----- | ----------------------------- |
| 1975   | Japan: Studentenmeisterschaften | Herrendoppel | 1     | Motoo Nakai / Toshihiro Tsuji |
| 1976   | Japan: Studentenmeisterschaften | Herrendoppel | 1     | Motoo Nakai / Toshihiro Tsuji |
| 1978   | Japan: Einzelmeisterschaften    | Mixed        | 1     | Motoo Nakai / Yōko Chiba      |
| 1980   | Japan: Einzelmeisterschaften    | Mixed        | 1     | Motoo Nakai / Yōko Hata       |

## Referenzen
- Japanische Badmintonmeisterschaften 1947–2004 (Memento vom 28. August 2007 im Internet Archive)
- newspapers.nl.sg
- Annual Handbook of the International Badminton Federation, London, 29. Auflage 1971, S. 222–223

| Personendaten    | Personendaten                |
| ---------------- | ---------------------------- |
| NAME             | Nakai, Motoo                 |
| ALTERNATIVNAMEN  | 中井 基夫 (japanisch)        |
| KURZBESCHREIBUNG | japanischer Badmintonspieler |
| GEBURTSDATUM     | um 1955                      |